# Aclytia mictochroa
Aclytia mictochroa är en fjärilsart som beskrevs av George Francis Hampson 1914. Aclytia mictochroa ingår i släktet Aclytia och familjen björnspinnare. Inga underarter finns listade i Catalogue of Life.